# Miercurea Cenușii

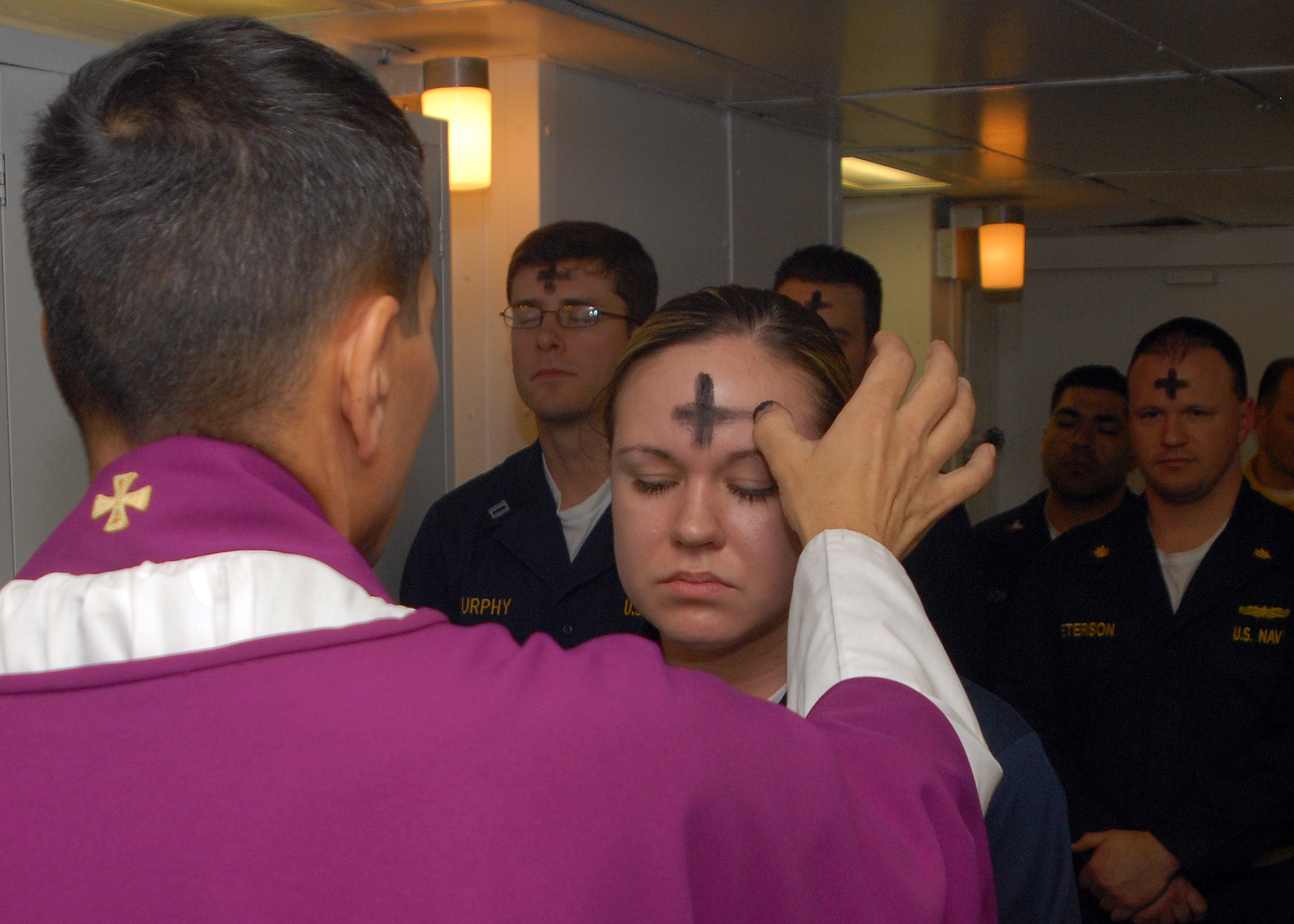
Preot înscriind cu cenuşă semnul crucii pe fruntea credincioşilor

Miercurea Cenușii este, pentru credincioșii romano-catolici, prima zi a Postului Mare. Sărbătoarea a fost instituită în timpul pontificatului lui Grigore I cel Mare (540-604 AD). Cele două zile de dinaintea Miercurii Cenușii sunt, în lumea catolică, punctele culminante ale carnavalului.
Denumirea „Miercurea Cenușii” se datorează obiceiului ca ramurile de salcie (palmier, măslin sau de alt arbore) sfințite cu ocazia Floriilor de anul trecut, ramuri care au împodobit icoanele și statuile din casele catolicilor timp de aproape un an, să fie aduse la biserică spre a fi arse. Cenușa lor se folosește la ieșirea de la slujbă, presărându-se pe fruntea credincioșilor, în timp ce preotul spune: „Adu-ți aminte, omule, că din țărână ești, și în țărână te vei întoarce” (Geneza, 3,19), cuvintele pe care Dumnezeu i le-a spus lui Adam cu ocazia izgonirii sale din rai.
Cenușa se pune pe capetele credincioșilor, prezenți la slujbă, ca semn de pocăință și de angajament de a ține postul cu curățenie.
Biserica Ortodoxă nu are tradiția impunerii cenușii, însă duminica intrării în post, numită Duminica izgonirii lui Adam din rai, face trimitere la același text, ca și cel folosit în Biserica Romano-Catolică (Geneza, capitolul 3).

## Date
Ziua în care cade Miercurea Cenușii în următorii ani:
- 2022 — 2 martie
- 2023 — 22 februarie
- 2024 — 14 februarie
- 2025 — 5 martie
- 2026 — 18 februarie